# Дирхорн (тауншип, Миннесота)
Дирхорн (англ. Deerhorn) — тауншип в округе Уилкин, Миннесота, США. На 2000 год его население составило 111 человек.

## География
По данным Бюро переписи населения США площадь тауншипа составляет 93,2 км², из которых 93,2 км² занимает суша, водоёмов нет.

## Демография
По данным переписи населения 2000 года здесь находились 111 человек, 40 домохозяйств и 36 семей. Плотность населения —  1,2 чел./км². На территории тауншипа расположено 48 построек со средней плотностью 0,5 построек на один квадратный километр. Расовый состав населения: 95,50 % белых, 0,90 % азиатов и 3,60 % приходится на две или более других рас. Испанцы или латиноамериканцы любой расы составляли 3,60 % от популяции тауншипа.
Из 40 домохозяйств в 37,5 % воспитывались дети до 18 лет, в 80,0 % проживали супружеские пары, в 5,0 % проживали незамужние женщины и в 10,0 % домохозяйств проживали несемейные люди. 10,0 % домохозяйств состояли из одного человека, при том 5,0 % из — одиноких пожилых людей старше 65 лет. Средний размер домохозяйства — 2,78, а семьи — 2,94 человека.
25,2 % населения — младше 18 лет, 7,2 % — в возрасте от 18 до 24 лет, 34,2 % — от 25 до 44, 24,3 % — от 45 до 64, и 9,0 % — старше 65 лет. Средний возраст — 37 лет. На каждые 100 женщин приходилось 105,6 мужчин. На каждые 100 женщин старше 18 приходилось 107,5 мужчин.
Средний годовой доход домохозяйства составлял 45 625 долларов, а средний годовой доход семьи —  50 625 долларов. Средний доход мужчин —  31 250  долларов, в то время как у женщин — 21 250. Доход на душу населения составил 16 329 долларов. За чертой бедности не находилась ни одна семья и 1,7 % всего населения тауншипа.